# Џо Вилок
Џозеф Џорџ Вилок (енгл. Joseph George Willock; 20. август 1999, Волтам Форест) је енглески фудбалер који игра на позицији везног играча и тренутно наступа за Њукасл јунајтед.

## Трофеји
Арсенал
- ФА куп (1) : 2019/20.[3]
- ФА Комјунити шилд (2) : 2017,[4] 2020.[5]
- Лига Европе : финалиста 2018/19.[6]

Њукасл јунајтед
- Лига куп Енглеске (1) : 2024/25.[7]